# Vreden (lajvprojekt)
Vreden var ett svenskt lajvprojekt som genomfördes i två omgångar i augusti 2004 på Hisingen i Göteborg. Varje uppsättning hade cirka 30 deltagare och 40 SLP/statister/funktionärer, vilket är en ovanligt hög andel icke-deltagare för ett lajv.

## Syfte
Utöver det vanliga syftet med lajv – att ge deltagarna en minnesvärd upplevelse – var Vreden ett uttalat utvecklingsprojekt inom levande rollspelsgenren. Det syftade dels till att analysera olika arbetsmetoder i användandet av levande rollspel som pedagogiskt medium, men också till att främja erfarenhetsförmedlingen inom levande rollspelshobbyn. Detta genomfördes bland annat genom att applicera olika arbetsmetoder på samma lajvdramaturgi och sedan utvärdera likheter och skillnader.

## Förutsättningar
Spelet var en levande historiakurs i sovjetkommunismens och särskilt sovjetterrorns historia och som instuderingsmaterial för deltagarna användes bland annat Klas-Göran Karlssons Terror och tystnad. Sovjetregimens krig mot den egna befolkningen (2003). Att ett lajv på detta sätt har ett uttalat politiskt budskap är relativt ovanligt.

## Handling
På grund av de speciella förutsättningarna, lajvets syfte och den höga andelen funktionärer var lajvet mer arrangörsstyrt än de flesta andra lajv. Rollspelets handling var förlagd till 1944 och följde en infanteripluton i Röda Armén från deras hem, via inskrivning och transport till fronten, till strider vid Narvafronten, vidare via en obeordrad reträtt till förhör av NKVD (Sovjetiska säkerhetstjänsten). Uppsättningarna slutade med att plutonen dömdes till döden för fosterlandsförräderi och arkebuserades kollektivt.

## Scenografi
Spelet hade hög scenografinivå. Rollspelet utspelade sig i ett mindre utgrävt skyttegravs- och bunkerkomplex och som rekvisita fanns bland annat fyra originalfordon från kriget (2 Dodge-lastbilar, en Kübelwagen, en BMW-MC), fyra gasdrivna kulspruteattrapper (MG34, MG42, 2 Maximkulsprutor), pyroteknik för 20 meters granatkrevader, och en pansarvärnskanon med simulerad eldgivning. Deltagarna utrustades med mer eller mindre fullständig fältutrustning för Röda Arméns infanteri M43 och de tjugo statisterna som spelade tyska soldater var utrustade med fullständig fältutrustning för Waffen SS 1944. Även här skilde sig Vreden från många andra lajv eftersom arrangörerna tillhandahöll också den personliga utrustningen.
Film från stridsscenerna: http://www.youtube.com/watch?v=uvIyjMyoY3o

## Arrangörer
Vreden arrangerades av Emil Boss, Michael Eriksson, Mikael Gillersand och Emma Öhrström i samarbete med Militärhistoriska sällskapet, Allmänna Arvsfonden, Kulturnämnden i Västra Götaland, Sverok, Unionen och GA-fonden.